# Bernardinská kolej
Bernardinská kolej (francouzsky Collège des Bernardins) je bývalá kolej Pařížské univerzity. Nachází se v ulici Rue de Poissy č. 18–24 v 5. obvodu v Paříži. Dochovalo se východní křídlo z 2. poloviny 13. století. Bývalý refektář v přízemí je významnou ukázkou gotické architektury v Paříži. Dnes v budově sídlí Pařížská katedrální škola a kulturní centrum Pařížské arcidiecéze.

## Historie
Kolej založil v roce 1245 Étienne de Lexinton (1198–1258), opat cisterciáckého kláštera Clairvaux pro ubytování studentů, kteří studovali teologii na Pařížské univerzitě. Cisterciáci se podle Bernarda z Clairvaux nazývali též Bernardini, podle kterých byla kolej nazvána. V roce 1320 správu koleje převzala generální kapitula cisterciáckého řádu. Na koleji pobýval během svých studií rovněž pozdější papež Benedikt XII., který později v roce 1336 zahájil stavbu nových budov. V roce 1338 začala u koleje výstavba kostela, který však zůstal nedokončen. V roce 1709 mniši zasypali sklepení pod refektářem až k hlavicím sloupů, protože kvůli záplavám Seiny nebylo využitelné.
Během Velké francouzské revoluce byla kolej zrušena a budovy byly roku 1790 znárodněny. V roce 1797 byl prodán kostel, který sloužil jako sklad mouky a později byl stržen. V budovách kolem křížové chodby byli umístěni galejníci. Část koleje byla stržena v roce 1810 při stavbě ulic Rue de Poissy a Rue de Pontoise. Další budovy byly zbořeny v roce 1859, když prefekt Haussmann nechal vystavět Boulevard Saint-Germain. Východní křídlo koleje s refektářem a dormitářem přestavěl architekt Jacques Ignace Hittorff a v letech 1845–1993 sloužilo jako kasárny pro pařížské hasiče. V roce 2001 koupila budovu Pařížská arcidiecéze a nechala ji kompletně rekonstruovat. V září 2008 byla kolej opět otevřena. Dnes slouží Katedrální škole, která zde má 15 seminárních pracoven a dvě auditoria. Kromě toho prostory slouží ke kulturním akcím jako jsou výstavy moderního umění apod.

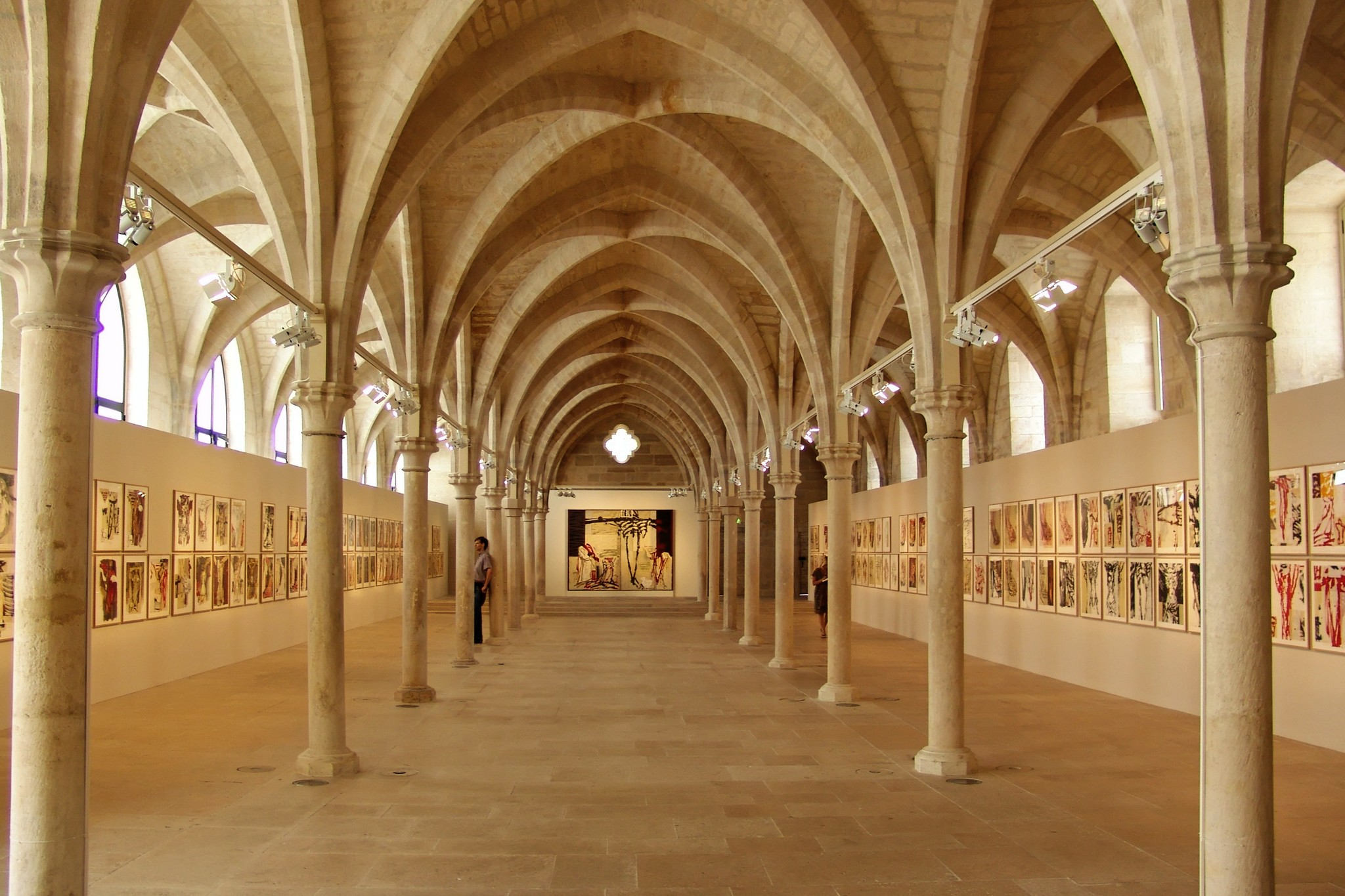
Výstavní prostor v bývalém refektáři

## Architektura
Dochovaná část stavby bývalé koleje se skládá ze sklepní části a z přízemí, ve kterém byl refektář a sakristie. Při restaurování byly odstraněny dělicí zdi vystavěné v pozdějších dobách. Refektář o délce 71 m, šířce 13,50 m a výšce 6 m tak získal opět svůj původní rozměr. Sál má křížovou klenbu, dvě řady po 16 sloupech rozdělují prostor do tří lodí. Hlavice sloupů jsou podle cisterciáckých regulí jednoduše zdobené. Sklepení, které mniši roku 1709 zasypali, je neseno 32 osmibokými sloupy. K refektáři přiléhá bývalá sakristie ze 14. století, která původně ležela mezi refektářem a kostelem strženým v 19. století. V sakristii se dochovaly klenáky se znaky a hlavice sloupů zdobené hlavami andělů. Ze 17. století pochází schodiště, které spojovalo dormitář v prvním patře s kostelem.